# Sam Morton
Samuel "Sam" Morton, född 28 juli 1999, är en amerikansk professionell ishockeyforward som är kontrakterad till Calgary Flames i National Hockey League (NHL) och spelar för Calgary Wranglers i American Hockey League (AHL).
Han har tidigare spelat för Union Dutchmen och Minnesota State Mavericks i National Collegiate Athletic Association (NCAA).
Morton blev aldrig NHL-draftad.

## Statistik
| 2013–2014   | Colorado Thunderbirds U14      | T1EHL       | 5   | 2  | 2  | 4  | 0  | —  | — | —  | —  | — |
| 2014–2015   | Rocky Mountain Roughriders U16 | HPHL        | 3   | 1  | 0  | 1  | 0  | —  | — | —  | —  | — |
|             | Rocky Mountain Roughriders U16 | ECEL        | 15  | 4  | 5  | 9  | 4  | —  | — | —  | —  | — |
|             | Rocky Mountain Roughriders U16 |             | 21  | 3  | 6  | 9  | 22 | —  | — | —  | —  | — |
| 2015–2016   | Colorado Thunderbirds U18      | T1EHL       | 28  | 8  | 14 | 22 | 8  | 4  | 1 | 0  | 1  | 0 |
| 2016–2017   | Wenatchee Wild                 | BCHL        | 43  | 7  | 18 | 25 | 18 | 10 | 0 | 1  | 1  | 0 |
| 2017–2018   | Wenatchee Wild                 | BCHL        | 58  | 29 | 25 | 54 | 26 | 20 | 6 | 19 | 25 | 6 |
| 2018–2019   | Union Dutchmen                 | NCAA        | 29  | 1  | 9  | 10 | 4  | —  | — | —  | —  | — |
| 2019–2020   | Union Dutchmen                 | NCAA        | 13  | 2  | 1  | 3  | 2  | —  | — | —  | —  | — |
|             | Wenatchee Wild                 | BCHL        | 26  | 11 | 20 | 31 | 20 | 5  | 0 | 3  | 3  | 2 |
| 2020–2021   | Minnesota State Mavericks      | NCAA        | 17  | 5  | 4  | 9  | 6  | —  | — | —  | —  | — |
| 2021–2022   | Minnesota State Mavericks      | NCAA        | 38  | 9  | 16 | 25 | 12 | —  | — | —  | —  | — |
| 2022–2023   | Minnesota State Mavericks      | NCAA        | 10  | 6  | 2  | 8  | 2  | —  | — | —  | —  | — |
| 2023–2024   | Minnesota State Mavericks      | NCAA        | 37  | 24 | 10 | 34 | 10 | —  | — | —  | —  | — |
|             | Calgary Wranglers              | AHL         | 13  | 5  | 2  | 7  | 4  | 6  | 3 | 1  | 4  | 6 |
| 2024–2025   | Calgary Flames                 | NHL         | 1   | 1  | 0  | 1  | 0  | —  | — | —  | —  | — |
|             | Calgary Wranglers              | AHL         | 69  | 20 | 25 | 45 | 18 | —  | — | —  | —  | — |
| NHL totalt  | NHL totalt                     | NHL totalt  | 1   | 1  | 0  | 1  | 0  | —  | — | —  | —  | — |
| AHL totalt  | AHL totalt                     | AHL totalt  | 82  | 25 | 27 | 52 | 22 | 6  | 3 | 1  | 4  | 6 |
| NCAA totalt | NCAA totalt                    | NCAA totalt | 144 | 47 | 42 | 89 | 36 | —  | — | —  | —  | — |